# جيمس دوغلاس هندرسون
جيمس دوغلاس هندرسون هو سياسي كندي، ولد في 2 يناير 1927 في كندا. حزبياً، نشط في حزب الائتمان الاجتماعي في ألبرتا ‏. وقد انتخب عضو الجمعية التشريعية ألبرتا.